# Свази
Свази (сваз. Emaswati, енгл. Swazi people), банту етничка група која од давнина живи у јужној Африци. Насељавају независну краљевину Есватини (раније Свазиленд) и североисточне области Јужноафричке Републике.

## Историја
Банту народ Амангвана, сродан племенима Зулу, који је насељавао планинску област између данашње провинције Квазулу-Натал и Мозамбика, узео је у 16. веку име свог краља, који се звао Мсвати (Мсвази). Земља је од 1820. била под влашћу Зулуа, али се осамосталила после смрти краља Шаке (1828), формирајући независну краљевину око 1830. у планинској области северно од реке Фонголо, која их је раздвајала од Краљевства Зулу на југу. Краља Собхуза (1815—1836) наследио је Мсвати II, који је дао бројне концесије бурским колонистима у замену за савез против Зулуа. Две државе биле у у сталном рату, заснованом на међусобном отимању стоке, главног богатства оног времена. Током Англо-зулског рата (1879), краљевство Свази било је у савезу са Британцима, иако се изгнани принц Мбилини борио на страни Зулуа. Земља је најпре била протекторат Трансвала, а после бурских ратова Велике Британије. Краљ Собхуза II прогласио је независност 6. септембра 1968.

## Демографија
У Есватинију живи преко 1 милион Свазија, а још толико у Јужноафричкој Републици, где је свази један од званичних језика. Стопа наталитета је висока, као и морталитет деце, а више од 40 посто Свазија млађе је од 15 година. Просечан животни век не прелази 60 година. Главна религија је протестантизам. Стопа неписмености је преко 20 посто.

## Економија
Основна привредна грана је пољопривреда, а већина народа живи од гајења шећерне трске, говеда и коза.